# Masao Nozawa
Masao Nozawa (野澤 正雄, Nozawa Masao) est un footballeur japonais.